# Hieracium annae-toutoniae
Hieracium annae-toutoniae es una especie de planta con flor del género Hieracium, de la familia Asteraceae, orden Asterales.

## Distribución
Hieracium annae-toutoniae se distribuye por Italia y Suiza.

## Taxonomía
Fue descrita científicamente por Zahn. Fue publicada en H.G.L.Reichenbach, Icon. Fl. Germ. Helv. 19(2): 84 (1906).